# Figlie di Nostra Signora della Misericordia
Le Figlie di Nostra Signora della Misericordia sono un istituto religioso femminile di diritto pontificio.

## Storia

La fondatrice in un'immagine votiva

Nel 1837 il vescovo di Savona Agostino Maria de Mari, preoccupato per lo stato di abbandono morale del popolo della sua città, pensò a un'istituzione che curasse particolarmente l'educazione e la protezione delle fanciulle povere.
Maria Giuseppa Rossello (1811-1880) si offrì per tale opera e, insieme a tre compagne, il 10 agosto 1837 diede inizio alla congregazione delle Figlie di Nostra Signora della Misericordia: l'istituto si diffuse rapidamente in Liguria e in Italia; nel 1875 fondò filiali anche nell'America Latina e nel 1918 negli Stati Uniti d'America.
Le costituzioni della congregazione, elaborate dal carmelitano Innocenzo Rosciano, vennero approvate dal vescovo Alessandro Ricciardi di Netro il 17 gennaio 1863; papa Leone XIII concesse il pontificio decreto di lode il 13 settembre 1900 e papa Pio X approvò definitivamente l'istituto e le sue costituzioni il 12 gennaio 1904.
La fondatrice è stata canonizzata il 12 giugno 1949 da papa Pio XII.

## Attività e diffusione
Le Figlie di Nostra Signora della Misericordia si dedicano all'istruzione dell'infanzia e della gioventù, all'assistenza agli ammalati a domicilio e negli ospedali, all'animazione parrocchiale e all'insegnamento del catechismo: gestiscono istituti scolastici, pensionati universitari e ricoveri per anziani.
Sono presenti in Africa (Burundi, Camerun, Repubblica Centrafricana, Ciad, Repubblica Democratica del Congo, Ruanda), in America (Argentina, Bolivia, Brasile, Cile, Giamaica, Haiti, Perù, Stati Uniti d'America, Uruguay), in Asia (India) e in Europa (Germania, Italia, Regno Unito, Romania): la sede generalizia è a Savona.
Al 31 dicembre 2005 l'istituto contava 988 religiose in 165 case.